# Steven Spillebeen
Steven Spillebeen, ook wel gekend als Spillie (geboren op 6 augustus 1975) is een Vlaamse zakenman en een reality tv-persoonlijkheid. Hij is gekend als de eerste winnaar van de Vlaamse versie van realitysoap Big Brother in 2000.
Tijdens de show deed het duo Steven Spillebeen - Jeroen Denaeghel een oproep naar de kijkers om wax naar hen op te sturen. Op het einde van Big Brother 1 had Spillebeen maar liefst 140 potjes wax verzameld.
Kort na zijn overwinning werd hij uitgeroepen als West-Vlaming van het Jaar en had hij een eigen tv-programma op JIMtv: Studio Spillonimo. In 2003 nam hij een tweede keer deel aan Big Brother All Stars, maar verzocht alle bewoners om weggestemd te worden.

## Vroege carrière
Voor Big Brother had Spillebeen een modellenbureau. Daarnaast verkocht hij verzekeringen als zelfstandige.

## Entertainment
Op 17 december 2000 won hij het eerste seizoen van Big Brother in een finale aflevering dat 1.895.000 kijkers lokte. Tijdens de herfst van 2000 hield het televisieprogramma, uitgezonden op nichezender Kanaal 2, Vlaanderen in de ban.  Op het werk, in de bus, aan de toog beheerste Big Brother de gesprekken. Spillebeen won maar liefst 5.000.000 BF (€ 125.000). Het grootste deel investeerde hij in een loftpand in Antwerpen. Een minder groot deel ging naar kantoorinrichting en zijn eigen kledinglijn genaamd Rebel.  Maandelijks organiseerde Spillie party's in een café te Izegem. Op 27 april 2001 liet de burgemeester van Izegem het café van Spillie sluiten na klachten van omwonenden over geluidshinder en overlast.
Spillebeen presenteerde nadien samen met Jeroen Denaeghel zijn eigen programma op JIMtv: Studio Spillonimo. 

## Late carrière
Na Big Brother bleef Spillebeen actief in de financiële sector als financieel adviseur en handelaar in verzekeringen. Zijn Rebel-kledinglijn opgericht na het succes van Big Brother, bleef bestaan tot 2008.
In 2017 werd zijn online-onderneming Earnieland op de Digital First-beurs verkozen tot Startup van het Jaar.

### Herseninfarct
In december 2017 was Steven Spillebeen met vakantie in Egypte.  Daar had hij een val die tijdens zijn terugvlucht van Hurghada naar Zaventem leidde tot een embolie in zijn hersenen. Stevens vader, Jozef Spillebeen die hem op de luchthaven stond op te wachten, heeft hem meteen overgebracht naar het ziekenhuis. Daar werd de voormalig winnaar van Big Brother een tweetal weken in observatie gehouden. Hij startte met de revalidatie: kinesitherapie, ergotherapie en logopedie. Vader Jozef vertelde destijds in de  Dag Allemaal: “Spreken en schrijven bijvoorbeeld zijn nog heel ver weg. Zelfs stappen lukt nog niet zo goed.”
Anno 2020 is Spillebeen in het professionele leven bezig met de uitbouw van zijn eigen zaak Earnieland en is hij aan de beterhand. Hij verscheen terug op tv in 2021 als gast bij De Cooke & Verhulst Show, waar hij vertelde dat na zijn ongeval alles opnieuw had moeten leren.

### Afasie
Hoewel Steven vrij goed hersteld is, hield hij er wel afasie aan over. Op 12 november 2022 kwam hij daarover spreken op een evenement van de Vereniging Afasie vzw. Ondanks die diagnose begon hij te vloggen op Instagram en TikTok. Hij verwijst speels naar afasie met de quote "Use your broccoli brain". Hij wil anderen met dezelfde aandoening daarmee vooral aanmoedigen om te focussen op wat je wél nog kan, niet op wat je niet meer kan. En ondertussen ook genieten van het proces van vallen en opstaan. Hij verkocht via zijn kledinglijn Rebel ook truien met deze quote, waarbij een percentage van de winst naar goede doelen zoals Stroke Team Gent is gegaan. "Ik voel de creativiteit en wil andere mensen helpen. Praten en schrijven is moeilijk, maar hierboven zit alles nog goed."

## Populariteit en privacy
Na zijn passage in Big Brother had Steven een sterk publiek imago opgebouwd en was enorm populair. In de weken nadat hij Big Brother had gewonnen, waren de interacties met fans zelfs zo overweldigend dat het noodzakelijk was om bodyguards in te huren. 
Zijn populariteit was toen zo sterk dat hij, 25 jaar na Big Brother, nog steeds aangeklampt wordt voor het nemen van selfies. Zijn houding daarover is wel geëvolueerd. In het begin ging hij daar graag op in en genoot hij wel van de aandacht. Vandaag kijkt hij daar anders naar. In één van zijn vlogs op TikTok weegt hij zijn populariteit af ten opzichte van zijn drang naar zelfexpressie en content die hij maakt op zijn kanalen. In de video haalde hij enigszins gekscherend aan dat hij miljonair zou geweest zijn, mocht hij voor elke selfie 1 euro gekregen hebben. Dit geeft aan dat hij door de jaren heen een toegenomen verlangen naar privacy heeft gekregen.

## Prijzen
- Winnaar Big Brother Vlaanderen (2000)
- West-Vlaming van het jaar (2000)
- Startup van het Jaar (2017)